# 42 Batalion Straży Granicznej
42 Batalion Straży Granicznej – jednostka organizacyjna Straży Granicznej w II Rzeczypospolitej.

## Formowanie i zmiany organizacyjne
Wykonując postanowienia uchwały Rady Ministrów z 23 maja 1922 roku, Minister Spraw Wewnętrznych rozkazem z 9 listopada 1922 roku zmienił nazwę „Bataliony Celne” na „Straż Graniczną”. Wprowadził jednocześnie w formacji nową organizację wewnętrzną. 42 batalion celny przemianowany został na 42 batalion Straży Granicznej.
42 batalion Straży Granicznej funkcjonował  w strukturze Komendy Powiatowej Straży Granicznej w Sopoćkiniach. Jego dowództwo stacjonowało też w Sopoćkiniach. W skład batalionu wchodziły cztery kompanie strzeleckie oraz jedna kompania karabinów maszynowych w liczbie 3 plutonów po 2 karabiny maszynowe na pluton. Dowódca batalionu posiadał uprawnienia dyscyplinarne dowódcy pułku. Cały skład osobowy batalionu obejmował etatowo 614 żołnierzy, w tym 14 oficerów.
W 1923 roku batalion przekazał swój odcinek oddziałom Policji Państwowej i został rozwiązany.

## Służba graniczna
W grudniu 1922 batalion ochraniał odcinek granicy państwowej długości 45 km od Rygoli do Przewałki /wył./.
Na przełomie 1922 i 1923 do dyspozycji Komendy Powiatowej Policji Państwowej w Sejnach przydzielono z batalionu 1 oficera i 56 szeregowych. Po przydzieleniu do policji, żołnierze zostali przemundurowani i pełnili służbę na podstawie regulaminów policyjnych. Ich zadaniem była obrona ludności na terenie polskiego pasa neutralnego przed atakami litewskich partyzantów.
Z dniem 30 kwietnia 1923 dokonano korekty obsadzenia granic. 42 batalion zajmował odcinek około 45 km od wsi Rachelany do Niemna przy ujściu Kanału Augustowskiego  i wystawiał 17 placówek.
W dniach 25-30 czerwca 1923 pododcinek ochraniany przez batalion, wraz z wyposażeniem granicznym oraz większością sprzętu,  został przekazany Policji Państwowej. Większość oficerów zdecydowała się na służbę w oddziałach granicznych policji.
Sąsiednie bataliony
- 10 batalion Straży Granicznej ⇔ 41 batalion Straży Granicznej – XII 1922

## Żołnierze batalionu
Komendanci batalionu
| stopień | imię i nazwisko | okres pełnienia służby | kolejne stanowisko |
| ------- | --------------- | ---------------------- | ------------------ |
| kapitan | Henryk Schenk   | IX 1922 –              |                    |
| kapitan | Ignacy Buś      | był w 1923             |                    |

## Struktura organizacyjna
| Ordre de Bataille 42 batalionu Straży Granicznej w Sopoćkiniach na dzień 1 grudnia 1922 | Ordre de Bataille 42 batalionu Straży Granicznej w Sopoćkiniach na dzień 1 grudnia 1922 | Ordre de Bataille 42 batalionu Straży Granicznej w Sopoćkiniach na dzień 1 grudnia 1922 | Ordre de Bataille 42 batalionu Straży Granicznej w Sopoćkiniach na dzień 1 grudnia 1922 | Ordre de Bataille 42 batalionu Straży Granicznej w Sopoćkiniach na dzień 1 grudnia 1922 |
| kompania                                                                                | 1. Rudawka                                                                              | 3. Radziwiłki                                                                           | 2. Szabany                                                                              | 4. Nowiki                                                                               |
| --------------------------------------------------------------------------------------- | --------------------------------------------------------------------------------------- | --------------------------------------------------------------------------------------- | --------------------------------------------------------------------------------------- | --------------------------------------------------------------------------------------- |
| placówka                                                                                | 7. Rygole                                                                               | 5. Wołkuszek                                                                            | 2. Mielniki                                                                             |                                                                                         |
| placówka                                                                                | 12.                                                                                     | 9.                                                                                      | 5.                                                                                      |                                                                                         |
| placówka                                                                                | 13.                                                                                     | 4. Czordek                                                                              | 4.                                                                                      |                                                                                         |
| placówka                                                                                | 14.                                                                                     | 8.                                                                                      | 1. Świętojańsk                                                                          |                                                                                         |
| placówka                                                                                | 6. Kurzyniec                                                                            | 7.                                                                                      | 3.Szabany                                                                               |                                                                                         |
| placówka                                                                                | 11.                                                                                     | 3                                                                                       | 2.Świętojańsk                                                                           |                                                                                         |
| placówka                                                                                | 10.                                                                                     | 6.                                                                                      | 1.                                                                                      |                                                                                         |

| Ordre de Bataille 42 batalionu Straży Granicznej w Sopoćkiniach w maju 1923 | Ordre de Bataille 42 batalionu Straży Granicznej w Sopoćkiniach w maju 1923 | Ordre de Bataille 42 batalionu Straży Granicznej w Sopoćkiniach w maju 1923 | Ordre de Bataille 42 batalionu Straży Granicznej w Sopoćkiniach w maju 1923 | Ordre de Bataille 42 batalionu Straży Granicznej w Sopoćkiniach w maju 1923 |
| kompania                                                                    | 1. Kadysz Rządowy                                                           | 2. Kalety                                                                   | 3. Berżniki                                                                 | 4. odwód                                                                    |
| --------------------------------------------------------------------------- | --------------------------------------------------------------------------- | --------------------------------------------------------------------------- | --------------------------------------------------------------------------- | --------------------------------------------------------------------------- |